# Кодування м'язової активності моторною корою
Рух кінцівок та ін. частин тіла керується скороченням м’язів, які в свою чергу керуються нейронними командами. М’язи генерують силу та крутні моменти, які приводять  кінцівки до руху.
На відміну від приводів, які спричиняють рух кінцівки роботів, м’язи не є точними генераторами сили, оскільки, через притаманні їм в'язкопружні властивості, генерована м’язами сила залежить не тільки від моторної команди, але й від довжини м’яза та швидкості його скорочення. Крутні моменти, які генеруються м’язами довкола суглобу у відповідь на нейронну команду, також залежать від довжини м'язів, кута суглобу, геометрії кінцівки, внутрішніх в'язкопружніх властивостей та прикладених навантажень.
Оскільки сегменти тіла поєднані в суглобах, то рух одного сегменту діє на рухи інших сегментів тіла. Тому скорочення кожного одиничного м’яза приводить до прискорення не тільки тих сегментів, в яких він знаходиться, але також і віддалених сегментів через динамічні взаємодії («взаємодіючі крутні моменти») між сегментами, які в свою чергу залежать від кутів суглобів та кутових швидкостей. Тож моторна система повинна компенсувати ці динамічні взаємодії між суглобами, формуючи такі моторні команди для активації м’язів, які б брали складну динаміку кінцівки до уваги.
Для центральної нервової системи складність у визначенні  точного рівня активації кожного м’яза полягає в тому, що існує значно більше м'язів, які діють на суглоб, аніж ступенів свободи руху суглобу (напр., у випадку з плечем, існує 25 м'язів для керування 3 обертальними осями руху). Це породжує проблему надлишковості – ефективний крутний момент в суглобі може бути генерований багатьма різними формами активації м'язів.
Навіть прості рухи руки генеруються складними формами м’язової активності. До прикладу, протягом згинання зап’ястя, деякі м’язи функціонують, як агоністи, щоб генерувати силу в напрямку згинання. Інші м’язи функціонують як фіксатори, щоб запобігти руху суглоба в ліктьовому чи променевому напрямку, і зовсім інші м’язи діють як антагоністи, гальмуючи рух та допомагаючи контролювати швидкість. Тому навіть в найпростіших рухах головною проблемою, яка постає перед моторною системою, є не тільки точно і вчасно керувати скороченням м'яза-агоніста, головного рухаюючого м’яза, але також керувати скороченнями м'язів антагоністів та фіксаторів, які супроводжують активність агоніста.
Більшість кортикальних сигналів до м’язів надходять із первинної моторної кори (М1) через пірамідний шлях. Експериментальні дослідження впливу нейронів М1 на м’язову активність виявили, що низхідні моторні команди іннервують не одиничні м'язи, а групу м'язів. Втім, виявлення зв’язку між розрядами одиничних М1 нейронів та активацією скорочення даної групи м’язів залишається до сьогодні технічно складним завданням. Це пояснює також те, чому значно менше досліджень присвячено вивченню нейронних кореляцій м’язової активності, аніж іншим моторним параметрам.

## Основи кортикального керування м'язовою активністю

### Моторна кора та спинномозкові проєкції

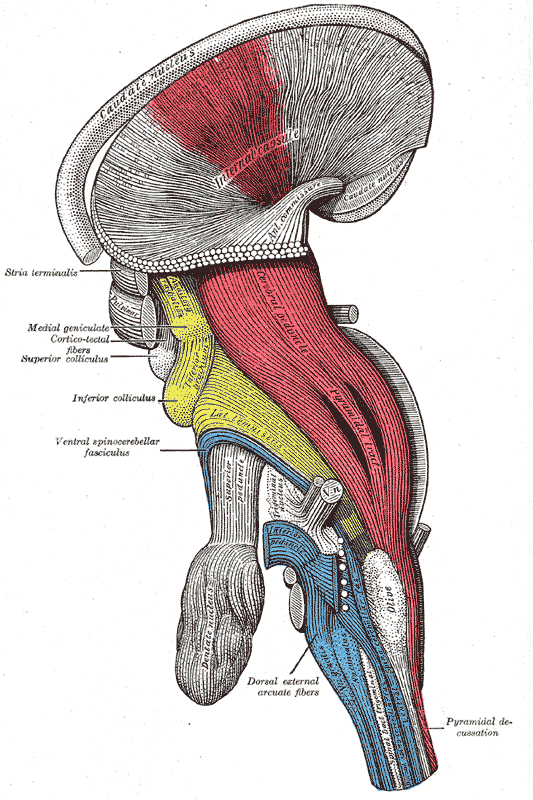
Глибинна дисекція стовбура мозку. Латеральний (бічний) вид. Червоним позначений пірамідний шлях

Ключову роль в інтегруванні сенсорних сигналів з внутрішніми планами для генерування довільних моторних команд відіграє кора головного мозку. В корі існує понад 12 областей, які обробляють інформацію, пов’язану з рухами досягання та хапання верхніми кінцівками. Ці області поширені вздовж фронтальних та тім’яних доль кори, серед яких  провідну роль в керуванні довільними рухами займає первинна моторна кора (M1).
Аксони нейронів первинної моторної кори вносять найбільший вклад у пірамідний шлях, зокрема в кортикоспінальний шлях. Кортикоспінальний шлях є масивним жмутком нервових волокон, що містить до 1 млн аксонів, третина з яких бере початок в М1. Через кортикоспінальний шлях первинна моторна кора генерує довільні рухи, оскільки більшість низхідних сигналів із М1 до м’язів проходять саме через спинномозкові інтернейронии.
Деякі нейрони первинної моторної кори (т.зв. «кортико-мотонейронні клітини» (КМ)) утворюють синаптичні зв’язки безпосередньо з α-мотонейронами, завдяки чому ця область кори примат має прямий та вибірковий вплив на м’язову активність.
Розвиток у примат прямої, моносинаптичної проєкції на спинномозкові мотонейрони дозволив первинній моторній корі керувати вправними рухами кисті та пальців руки в унікальний спосіб. Саме ці моносинаптичні проєкції із М1 в спинний мозок надали рухам вищих примат характерної спритності та гнучкості у виконанні повсякденних рухів руки. У котів, до прикладу, кортико-мотонейронні зв’язки відсутні і їх кортикоспінальні сигнали передаються через непрямі зв’язки пропріоспінальними нейронами.
Порівняльне дослідження 22 видів ссавців виявило, що розвиток та ускладнення моторно-зорової координації, разом з вправністю пальців, супроводжується збільшенням області неокортекса та кількістю кортикальноспінальних проєкцій. На основі цього британський нейробіолог Роджер Лемон (англ. Roger Lemon) припустив, що протягом еволюції мозку приматів, двома ключовими факторами, які оптимізували нейронні структури їх моторних систем для керування вправними моторними рухами, були: а) панівна роль кортикоспінального шляху та б) розвиток прямих, кортико-мотонейронних зв’язків. Останній фактор дозволив моторним командам оминати негнучкі спинномозкові сегменти, які фільтрують та уповільнюють моторні сигнали, та безпосередньо впливати на мотонейрони, які збуджують м’язові групи для вправних довільних рухів рук та пальців.
Найбільш щільною моносинаптична проєкція із М1 на спинномозкові нейрони є для м’язів кисті руки та пальців, завдяки чому М1 може безпосередньо впливати на активність цих м'язів і окремо керувати рухами кисті та пальців.

### Скелетно-м'язова будова кисті руки
|                                                                                          |  |  |
| Довгий згинальний м’яз великого пальця (ліворуч) та Глибинний згинальний м’яз (праворуч) |  |  |

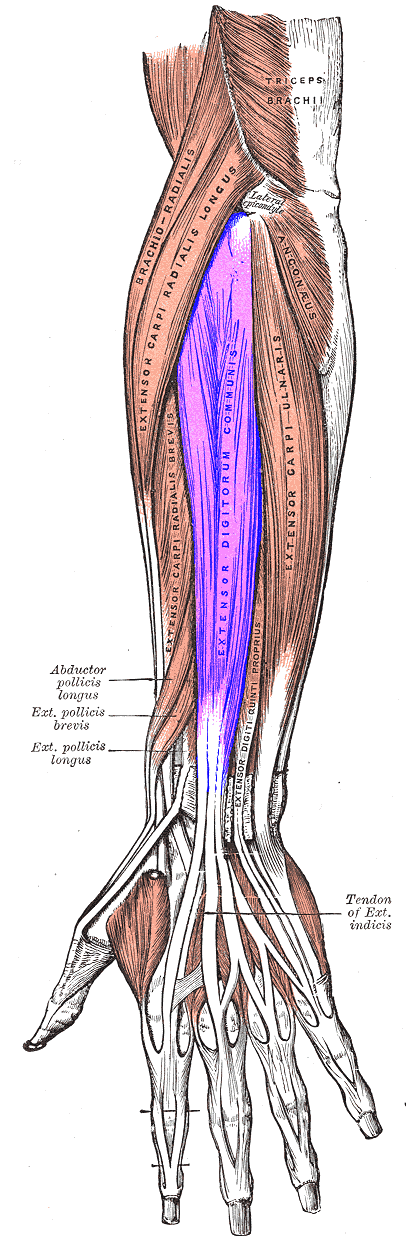
Постеріорна поверхня передпліччя. Розгинальний м'яз пальців позначений багряним кольором

Складність керування довільними рухами, серед іншого, пов’язана із складністю скелетно-м'язової структури верхніх кінцівок, зокрема кисті руки, унікальність якої у вищих примат дозволяє їм виконувати вправні рухи. Кисть руки людини складається із 27 кісток, 14 суглобів та 39 м’язів, завдяки чому вона має понад 20 ступенів свободи. До руху пальцями кисті залучено понад 19 внутрішніх м'язів, щонайменше 14 зовнішніх м'язів та 18 сухожиль, завдяки чому можливий широкий діапазон вправних гнучких рухів.
Анатомічна складність кисті руки пояснює гнучкість рухів людини та ін. вищих примат, але разом з тим ускладнює кортикальне керування такими рухами, через зчеплення суглобів та біомеханічні обмеження. В кисті руки кілька м'язів мають довгі, розгалужені сухожилля, що діють на кілька суглобів та навіть на кілька пальців. Відповідно, керування рухами окремих пальців чи кистю потребує спеціалізованих форм активації та гальмування багатьох м’язів.
До прикладу, через сухожильні зв'язки, Розгинальний м'яз пальців (екстензор) одночасно генерує крутний момент довкола ліктя, зап'ястя,  п'ястно-фалангового, проксимального міжфалангового та дистального міжфалангового суглобів одночасно. Окрім того, розгинальний м’яз, як і його згинальні м’язи-антагоністи (поверхневий  та  глибинний  згинальні м’язи), відсилає чотири віддалені сухожилля до кожного із пальців, в результаті чого рух одного пальця призводить до одночасної активації інших м'язів, що протистоять небажаним діям м'яза-агоніста.
Тільки великий та указівний пальці кисті руки можуть рухатись окремо, рухи інших пальців найчастіше поєднані. Саме з маневреністю великого пальця пов’язана притаманна людині гнучкість рухів кисті протягом хапання та маніпуляції об’єктами. Згинання великого пальця людини керується «довгим згинальним м’язом великого пальця», що знаходиться в передпліччі і є унікальним для людини, рудиментарним в інших людиноподібних мавп і відсутнім в не-людиноподібних мавп та інших примат. Хоча цей довгий згинальний м’яз нерозвинений в інших людиноподібних мавп, він вже був наявний в Ардипітека (Ardipithecus ramidus), вказуючи на те, що гнучкий великий палець і моторне керування його м’язами не є виключно людською унікальною рисою.

### Форми м'язової активності в довільних рухах
В серії нейрофізіологічних досліджень, Донна Хоффман (англ. Donna S. Hoffman) та Пітер Стрік (англ. Peter L. Strick) вивчали форми м’язової активності в рухах зап’ястя під час завдання покрокового стеження (англ. step-tracking task).
В цих дослідженнях людина та мавпа виконували обертання зап’ястя, схоплюючи двохосьовий маніпуляндум, який був побудований таким чином, щоб вимірювати кути зап’ястя в площинах згинання/випрямляння та променевого/ліктьового відведення (згинання зап’ястя в бік великого пальця та мізинця, відповідно). Два кути зап’ястя, відображені на горизонтальні та вертикальні осі монітора, визначали рух курсору, який переміщувався відповідно до обертань зап’ястя - пронації (обертання зап’ястя до середини), супінації (обертання назовні) та проміжного положення. Суб’єкти повинні були виконувати рухи зап’ястя відповідно до покрокового стеження – від початкової точки (нейтральне положення зап’ястя) до однієї з (від 8 до 12, залежно від суб’єкта) цільових точок, розміщених по колу відносно початкової точки.
Електроміографічна реєстрація п’ятьох м’язів зап’ястя мавпи та кінематики його руху під час цього завдання виявила кілька характерних просторово-часових форм м’язової активності:
1. м’язи проявляли типову, двохфазову поведінку – пачки ЕМГ активності м’яза-агоніста розпочинали рух, тоді як пачки ЕМГ активності м’яза-антагоніста припиняли рух;
2. амплітудно-градуйована форма ЕМГ: амплітуда ЕМГ активності змінювалась з напрямком руху, тоді як часова синхронізація активності проявляла незначні зміни з напрямком руху;
3. косинусна налаштованість (англ. tuning) як агоністичної, так і антагоністичної м’язової активності до напрямків руху; тобто, м’язи залучались в рух зап’ястя в косинус-подібний спосіб залежно від напрямку руху;
4. відхилення «переважних напрямків» (англ. preferred directions) (максимальна, пікова м’язова активація залежно від напрямку руху) кожного з м’язів від «напрямків натягування» (англ. pulling directions) цих м’язів. Напрямок натягування – це напрямок руху зап’ястя, викликаний електричною стимуляцією даного окремого м’яза;
5. асиметричне відношення між агоністичними та антагоністичними переважними напрямками для кожного м’яза.

Одним з ключових відкриттів досліджень Хоффман та Стріка щодо природи м’язової активності було те, що деякі м’язи під час руху зап’ястя найсильніше залучались в напрямках, які істотно різнились (на 45° і більше) від їх анатомічних напрямків натягування. Оскільки м’язи повинні докладати більше зусиль, щоб досягнути рухів, які не знаходяться в напрямку їх механічного натягування, то напрямок руху, по відношенню до якого кожен м’яз проявляє найбільший рівень активації, буде відхилятись від напрямку натягування.
Іншим важливим відкриттям Хоффман та Стріка було те, що м’язи активуються в косинусний спосіб, що було експериментально виявлено також в інших дослідженнях м’язової активності під час рухів. Косинусна налаштованість м’язової активації перед цим була виявлена Апостолосом Георгопулосом (англ. Apostolos P. Georgopoulos) та колегами для нейронів в первинній моторній корі (Див. детальніше Кодування кінематики руху моторною корою). Георгопулос та ін. показали, що активність М1 нейронів мавп змінювалась як косинус кута між «переважним напрямком» нейрону та напрямком руху руки. Хоффман та Стрік припустили, що косинусне залучення м'язів відображає схожу косинус-подібну налаштованість нейронів в М1. Однак розроблені пізніше моделі для пояснення активації м'язів показали, що косинусна активація м'язів може бути результатом процесу оптимізації, що включає мінімізацію м’язової активації.
Моделі, засновані на теорії оптимального керування для моторної системи, які припускали що ЦНС долає надлишковість м’язів (м’язів більше, аніж суглобів і ніж потрібно для генерування руху) через мінімізацію таких витрат, як м’язове зусилля чи моторний шум, могли відтворити косинусну активацію м’язів зап’ястя, виявлену в експерименті Хоффман та Стріка.
В оптимальних моделях форма м’язової активації, яка досягала поставленої задачі мінімізуючи суму квадратів м’язової активності, відтворювала як косинус-подібні зміни м’язової активності залежно від напрямку руху (крива налаштування м’яза), так і різницю між напрямком механічного натягання м’яза (напрямок натягання) та напрямком його переважного використання (переважний напрямок м’яза). Коли ж кут між напрямком руху та напрямком м’язової дії збільшувався понад косинус-подібну налаштованість, то той же самий рівень м’язової активації здійснював менший внесок до бажаного руху. В цьому випадку потрібно було залучати ще інші м’язи, аби протидіяти рухам, ортогональним до бажаного напрямку руху, тим самим збільшуючи витрати в термінах загального зусилля. Тому застосування в оптимальних моделях критерію мінімального зусилля дозволило звузити кути між механічним м’язовим натягуванням та бажаним напрямком руху через зменшення рівня активації м’яза на користь збільшення рівня активації інших м'язів, що мають більшу механічну перевагу в напрямку бажаного руху. Критерій суми квадратів м’язової активації гарантував, що залучення до руху розподілене між найбільшою кількістю м'язів, навіть якщо ціль даного завдання могла бути досягнута активацією одного м’яза. Мінімізуючи суму квадратів м’язової активації, моторна система одночасно зменшує необхідне зусилля та мінливість руху..
З огляду на косинусну налаштованість М1 нейронів та м’язової активації, було висунуто припущення, що косинусна налаштованість (англ. cosine tuning) є фундаментальною властивістю моторного керування і є оптимальною, оскільки вона мінімізує вплив залежного від сигналу нейромоторного шуму (величина шуму зростає із величиною сигналу), що приводить до мінімальних моторних помилок.

## Репрезентація м'язової активності в первинній моторній корі
Гіпотеза про те, що первинна моторна кора прямо керує м’язовою активністю вперше була запропонована тоді ж, коли була ідентифікована моторна кора Гітцігом та Фрічем (1870 р.) і вважалась головною функцією М1 серед більшості неврологів та нейрофізіологів. Однак протягом наступного століття не вдавалось виявити прямий причинний зв’язок між нейронною активністю в М1 та м’язовими скороченнями. Перш за все тому, що лише невелика частка М1 нейронів проектуються в спинний мозок; а ті що проектуються, формують найбільше синапсів із спинними інтернейронами, і значно менше з мотонейронами, які активують м’язи. Для всіх інших М1 нейронів, свідчення про моторні команди, спрямовані виключно на м’язи, є кореляційними, а не причинними за своєю природою. Окрім того, пули мотонейронів в спинному мозку інтегрують сигнали не тільки з кори, але й субкортикальних та спинномозкових областей, що ускладнює відокремлення внеску кори до активації м’язів.
Відкриття Пенфілдом соматотопічної  моторної організації в М1 дозволило дослідникам підійти по-новому до вивчення репрезентації м’язів в М1. Японський нейрофізіолог Хіроші Асанума (Hiroshi Asanuma) з колегами наприкінці 1960-х – на початку 1970-х рр. спробували з'ясувати наскільки детальною є карта М1. Використовуючи розроблену ним техніку  «внутрішньо-кортикальної стимуляції»  в М1 мавп та котів, Асанума зміг через слабкострумові (4 мкА) стимули, які активували тільки невелику групу нейронів, генерувати ізольоване скорочення одиничних м’язів в різних частинах тіла, що свідчило на користь кодування м’язової активації одиничними нейронами.
Асанума виявив, що репрезентація м’язів в М1 була дискретною: один і той же м'яз буде скорочуватись, коли електрод рухається в тому самому вертикальному глибинному проникненні, але коли електрод рухати дотично, то послідовно активуються різні м’язи. На думку Асануми, це нагадувало колонки нейронів у сомато-сенсорній та зоровій корі, що спонукало його запропонувати поняття «кортикальна еферентна (відцентрова) зона» для тих типів м'язів, які він виявив. Однак незабаром після відкриттів Асануми, було виявлено, що високо-частотна внутрішньо-кортикальна стимуляція активізує аксони, які проходять біля кінчика електрода, тому більшість нейронів, на які впливала стимуляція, активізувались опосередковано, збуджуючи велику мережу нейронів, що фокусували стимуляцію на одиничний м’яз.
Не зважаючи на таку чітку локалізацію, пізніші анатомічні та нейрофізіологічні дослідження показали, що м’язи репрезентуються в М1 в більш ніж одному локусі  і один нейрон часто впливає на кілька м’язів.

### Іннервація одиничним М1 нейроном групи м'язів
Традиційним методом виявлення впливу розрядів кортикальних нейронів на активність спинномозкових мотонейронів є спайк-зумовлене усереднення (СЗУ), яке було розроблене в 1960-х і вперше застосоване до вивчення нейронних корелятів м’язової активації притомних мавп американськими нейрофізіологами Чейні та Фетц в 1970-х рр.
Розробивши метод спайк-зумовленого усереднення двоперіодної випрямленої ЕМГ активності, Чейні та Фетц вперше змогли переконливо показати, що одиничні кортико-мотонейронні (КМ) клітини можуть збуджувати мотонейрони, які іннервують різні групи м’язів, а не один м’яз, як припускали ранні дослідження. Цей метод полягав в тому, що із реєстрації активності даного м’яза відбираються короткі ЕМГ фрагменти, які збігаються за часом з розрядами моторно-кортикальних нейронів і обчислюється їх середнє. Якщо СЗУ виявляє характерну форму хвилі ЕМГ, це є фізіологічним свідченням зв’язку між нейроном та м’язом.
Реєструючи частоту розрядів КМ нейронів в М1 притомної мавпи, Фетц і Чейні одночасно реєстрували активність м’язів, які рухали згинанням/розгинання зап’ястя та пальців. Коли одиничний нейрон розряджався потенціалом дії, дослідники фіксували постспайкове підсилення  у випрямленій ЕМГ активності згинальних/розгинальних м’язах. Цей вплив одного спайку на м’язову активність був настільки слабким, що виявити його можна було тільки через усереднення більше ніж 2000 кортикальних спайків.
В одному дослідженні Фетц і Чейні показали, що 67% КМ нейронів, які вони реєстрували, контактували більше ніж з 2 із 5-6 різних м’язів, що були ними виділені. В іншому дослідженні дослідники виявили, що один КМ нейрон іннервує в середньому 3 м’язи із 6, чия ЕМГ активність реєструвалась.
Тож, вперше було достеменно показано, що одиничний нейрон в М1 був пов'язаний з кількома м’язами, а не одним, і коли він активізувався, то викликав складний патерн активності серед множини м’язів. Функціональну групу м’язів, яку збуджував даний одиничний КМ нейрон, Чейні та Фетц назвали «полем м'яза» (англ. muscle field). Активність одного М1 нейрону могла одночасно викликати збудження одного м’язового поля, та гальмування іншого. Деякі нейрони одночасно активували розгинальні та згинальні м’язи суглобу, інші – активували згинальні м’язи, та гальмували розгинальні, чи навпаки. Ще інші М1 нейрони були пов’язані з м’язами, що перетинали багато суглобів, а деякі з м’язами, що проходили лише через один суглоб.
Згодом результати, отримані за допомогою СЗУ, були підтверджені анатомічними дослідженнями, які показали, що одиничні кортико-спінальні нейрони в М1 мають розгалужені аксони, що безпосередньо пов’язані з кількома пулами мотонейронів в спинному мозку. Але хоча СЗУ стало стандартним методом виявлення прямих КМ зв’язків, пізніші дослідження показали, що постспайкове підсилення також може бути викликане синхронним вхідним сигналом (т.зв. «синхронне підсилення»), що виникає в результаті синхронізації між КМ та не-КМ нейронами, які не мають прямого синаптичного зв’язку з м’язами. Це пояснюється тим, що нейрони, чиї поля м'язів перекриваються, характеризуються більшою синхронізацією, аніж ті, чиї поля м'язів не перекриваються. Тому були розроблені методи для відокремлення причинного зв’язку від синхронного компоненту в СЗУ.

### Кодування м'язової активності популяцією M1 нейронів
Після новаторських досліджень Фетца, Чейні та колег, залишалось питанням як м’язова активність, реєстрована через ЕМГ, кодується популяцією нейронів. Однак відповідь на питання про зв'язок між популяцією нейронів та ЕМГ активністю довгий час було важко отримати через великий шум та складність часової динаміки ЕМГ активності, що пояснює те, чому відносно мало досліджень було присвячено кодуванню М1 нейронами м’язової активації. Якщо СЗУ дозволяло дослідникам виявити причинне відношення між розрядом КМ нейрону та активацією її цільових м’язів, то для вивчення впливу популяції нейронів на м’язову активацію слід було використовувати методи, які виявляли тільки корелятивний зв'язок між М1 нейроном та ЕМГ активністю.
В одній з перших спроб виявити такий корелятивний зв’язок, Мішель Морроу (англ. Michelle  Morrow) та Лі Міллер (англ. Lee E. Miller) розробили метод, подібний до нейронного вектора популяції, розробленого свого часу Апостолосом Георгопулосом та ін. для кодування М1 нейронами напрямків руху руки (див. детальніше Нейронний вектор популяції): лінійна комбінація 50 послідовно реєстрованих нейронів була використана для передбачення часової динаміки м’язової активності протягом стереотипного завдання точного схоплювання. Випадково вибрана із 50 група 15 нейронів дозволила дослідникам передбачити часову динаміку 4 різних м’язів, підтвердивши, що М1 нейрони містять інформацію про м’язову активність.
Морроу та Міллер також продемонстрували надлишковість моторної системи, оскільки різні комбінації вибраних ними М1 нейронів майже однаково відтворювали конкретну форму хвилі ЕМГ сигналу. Це свідчило про те, що існує підгрупа нейронів, яка може активізуватись лише протягом даного поведінкового завдання, і не реагувати на інше, відмінне завдання. Що узгоджувалось з попередніми дослідженнями, коли певні М1 нейрони розряджались виключно під час завдань, які потребували   м’язової коактивації  (одночасного скорочення м’язів), а інші нейрони протягом реципрокної  (взаємної) активації м’язів-антагоністів.  Відтак, для адекватного опису поведінки групи нейронів в М1 і їх зв’язку з м’язовою активацією потрібно здійснити їх реєстрацію протягом множини різноманітних завдань.
В іншому дослідженні, Морроу та ін. спробували виявити подібність між м’язовою та М1 нейронною активністю, провівши схожий до відомого експерименту Камініті та ін.< (Див. детальніше Керування рухами первинною моторною корою), в якому порівнювали розряди М1 нейронів з швидкістю руху кисті руки в просторі та з м’язовою активністю, пов’язаною з рухом. Дослідники виявили, що вектори переважних напрямків в «м’язовому просторі» ({\displaystyle \ PD_{M}^{S}}) були більш стабільній в часі та відносно різних операційних просторів, аніж вектори переважних напрямків в «просторі кисті руки». Вектори переважних напрямків в м’язовому просторі {\displaystyle \ PD_{M}} відображають відношення між частотою розрядів даного нейрону та активністю м’язу.
Напрямок {\displaystyle \ PD_{M}} векторів серед нейронів був розподілений по всьому м’язовому просторі неоднорідним чином: на відміну від простору кисті руки, в м’язовому просторі було значно більше менших кутів (що відображали нейрони з однаковими переважними напрямками) між {\displaystyle \ PD_{M}} векторами для різних нейронів. На думку Морроу та ін. це свідчило про існування кількох відмінних кластерів функціонально подібних нейронів, які контролюють синергетично пов’язані м’язи. Стабільність більшості М1 нейронів в часі та різних операційних просторах відносно м’язового простору, а не простору кисті руки, свідчило, що нейрони кодували м’язову активацію, а не кінематичні параметри. Хоча дослідники також виявили невелику кількість М1 нейронів, які були більш стабільні в декартовому просторі кисті руки, припускаючи існування кількох класів нейронів в М1.
Використовуючи автономну електронну систему (Neurochip) та імплантовані мікроелектроди, які дозволяли неперервну реєстрацію нейронної та ЕМГ активності, група Фетца виявила стійкий зв'язок між одними і тими ж М1 нейронами та м'язами протягом довго періоду і в різних поведінкових умовах: протягом виконання тренованого завдання, у вільній поведінці та під час сну. Хоча якщо між розрядами М1 нейронів та ЕМГ профілями зберігалась стійка кореляція майже протягом 7 годин під час виконання завдання, то у випадку вільної, необмеженої поведінки деякі нейрони характеризувались зовсім іншими патернами розрядів в різних умовах. Вночі, фази сну були пов'язані з циклічними патернами м'язової та нейронної активності, а кореляція між нейронами і м'язами не відображала направлену налаштованість нейронів, характерну протягом дня. В цілому, М1 нейрони в області руки кодували стійкі та послідовні репрезентації активації м'язів руки протягом всього репертуару поведінки.

## Модель Тодорова
Відкриття зв’язку між розрядами нейронів М1 та патернами м’язової активності вкотре засвідчувало, що моторна кора не кодує виключно зовнішні, кінематичні параметри. Останні можуть поставати, як результат компенсацій, пов’язаних з положенням та швидкістю, які виконуються під час прямого контролю м’язової активації. Таке припущення поставало із запропонованої Емануелем Тодоровим (Emanuel V. Todorov) впливової теоретичної моделі, згідно з якою, фундаментальною системою координат М1 є м’язовий простір.
Згідно з цією моделлю, кожен М1 нейрон пірамідного шляху робить адитивний внесок в активацію м’язових груп, чия активність є простим відображенням нейронних розрядів в М1. Виявлені ж експериментально чисельні кореляції з кінематичними параметрами постають, як результат компенсації вихідними М1 сигналами залежності м’язової сили від довжини м’язів та швидкості їх скорочення, як і компенсації багато-суглобової механіки. Відтак дані, які свідчать що моторна кора - це контролер вищого рівня, є епіфеноменом.
В основі моделі Тодорова лежить той факт, який часто не враховується іншими моделями, що генерація м’язами сили кінцевої точки (напр. згинання/розгинання зап’ястя) залежить не тільки від активації м’язів, але й від довжини м’язів та частоти зміни цієї довжини, м’язової швидкості. Крім того, перетворення м’язової сили в рух руки залежить від геометрії кінцівки, її інерційних характеристик та наявності зовнішнього навантаження.  Тому вихідний сигнал М1 нейронів, потрібний для компенсації цих складних периферійних властивостей, постає як такий, що нібито корелює з кінематичними параметрами, добре узгоджуючись з багатьма експериментальними даними, які не пов’язані з м’язовою активацією. Хоча ці кореляції між нейронною активністю та рухом руки можна пояснити з допомогою простої моделі, в якій активність М1 нейронів кодує активацію групи м’язів.
Одним з ключових передбачень цієї моделі є те, що вектори популяції вказують в бік напрямку руху тільки тому, що існує відповідний баланс між різними механічними факторами руки (положенням, швидкістю, прискоренням), пов’язаними з динамікою м’язів та кінцівки. Оскільки вихідний сигнал М1 нейронів є сумою механічних сигналів положення, швидкості, прискорення та зважених, направлено-усереднених сигналів м’язових жорсткості, демпфування та інерції, то видиме кодування М1 нейронами напрямку руху постає тільки тому, що демпфування (результат м’язової швидкості, яка збільшується в напрямку скорочення м’яза; див. модель м'язів Гілла), яке повинне бути компенсоване, домінує над іншими складовими вихідного М1 нейронного сигналу. Однак, якщо баланс між механічними факторами буде порушений, то напрямок вектора популяції більше не буде вказувати в напрямку руху, що показали результати досліджень Каласки та ін.
Крім того, модель Тодорова могла передбачити різницю у відносній затримці між рухом та нейронним вектором популяції (як це спостерігається під час кругових рухів, коли напрямок руки відстає від напрямку вектора популяції ), хоча це передбачення базувалось на припущенні про фіксовану затримку між М1 нейронними розрядами та активацією м’язів. Остання була пов’язана із складністю скелетно-м'язової системи, яка приводить до часового зміщення між напрямком вектора популяції та рухом руки.
Тодоров також показав, як статистичні методи, які використовуються для аналізу даних, можуть мати значний вплив на виявлені кореляції. Зокрема, піднесення до квадрату частоти розрядів нейронів для нормалізації дисперсії призводить до значного збільшення відсотків нейронів, які нібито кодують напрямок руху (від 43% до 19% в моделі Тодорова). Тому більшість відкритих кореляцій між М1 нейронами та параметрами руху вищого порядку можуть бути епіфеноменом, оскільки ті ж самі кореляції постають в моделі, де М1 безпосередньо кодують м’язову активацію, тоді як напрямок в ній прямо не визначений.
Ціллю моделі Тодорова було не пояснити нейронну активність в М1 протягом руху, а показати, що навіть найпростіша модель функцій М1, розглядаючи її, як генератора патернів м’язової активності, може привести до складних корелятів руху руки, якщо врахувати скелетно-м’язові та механічні властивості кінцівки. Наявність таких складних кореляцій унеможливлює просте і однозначне визначення зв’язку між нейронною активністю та рухом кінцівки.
Однак, як згодом вказав Георгопулос у своїй критиці моделі Тодорова, вона не пояснює, як запропонована ним система керування може бути реалізована в М1. Лінійна динаміка руху в цій моделі була обмежена до малої частини операційного простору кінцівки і не відтворювала складну структуру багато-сегментної кінцівки та її руху. Крім того, направлена налаштованість, проти якої було спрямоване головне вістря моделі, не постає природно з її результатів, а вбудована в неї. Модель наперед визначає потрібну активність направлено налаштованих нейронів, щоб генерувати відповідний рух, а не пояснює, як ця мінлива активність постає в процесі руху. Оскільки активність нейронів в М1 формується динамічними вхідними сигналами від інших нейронів та областей кори, то слід знати, які моторні параметри (нижчого чи вищого рівня) ці сигнали передають до моторної кори, на що, однак, модель Тодорова не дає відповіді.
Тим паче, модель Тодорова була надто спрощеною і не включала ряд важливих характеристик скелетно-м’язової системи, що може обумовити некоректність деяких її передбачень. В іншій теоретичні моделі, яка брала до уваги реалістичну механіку багато-сегментної кінцівки, м’язову односпрямованість та кінцевий час реакції м’язів і нейронів спинного мозку, дослідники змогли не тільки передбачити зв'язок між М1 нейронами та м’язами, але й ряд деталей цього зв’язку, які спостережувані експериментально, як то: динаміку нейронної популяційної активності під час ізометричних та рухових завдань (ступінчасте зростання імпульсу та трьохфазова ЕМГ) і для різних напрямків сили та руху (косинусну налаштованість). Тим самим, модель переконливо проілюструвала важливість вивчення складностей спинномозкової системи та механіки кінцівки для побудови коректних моделей і розуміння природи нейронного коду в М1.

## Лінійне кодування м’язової активності
Передбачення моделі Тодорова щодо прямого кодування м’язової активації та компенсації скелетно-м’язових властивостей моторною корою були підтвердженні експериментально кількома групами дослідників.
В оригінальному дослідженні Таунсенда Б. (Townsend B.) та ін. науковці вивчали репрезентацію м’язових і кінематичних параметрів одночасно в М1 та мозочку притомної мавпи макаки, яка виконувала завдання точного схоплювання. Для виявлення способу кодування м’язової активності нейронами в М1 та зубчастому ядрі мозочка, дослідники застосували заснований на спайк-зумовленому усередненні лінійно-нелінійний аналіз, який дозволив пов’язати нейронні розряди із складною часовою динамікою ЕМГ сигналу.
На відміну від попередніх досліджень зв’язку між розрядами багатьох нейронів та одиничною м’язовою активацією, які на основі нейронних розрядів описували і передбачали часову динаміку ЕМГ активності,  Таунсенд та ін. пішли в зворотному напрямку. Використовуючи одночасно реєстровані ЕМГ сигнали із 9 м’язів кисті та пальців мавпи під час завдання точного схоплювання, дослідники змогли передбачити активність одиничних нейронів в М1 та зубчастому ядрі.
Фундаментальним результатом цього взаємокореляційного аналізу було відкриття того, що нейрони М1 та мозочку характеризувалась лінійною налаштованістю до м’язової активності, тоді як налаштованість до кінематичних параметрів є більш нелінійною. Разом з тим, зв'язок з обома типами параметрів був вдвічі сильнішим для нейронів в М1, аніж для нейронів зубчастого ядра, що цілком узгоджується з анатомічними даними, які показали, що ця структура мозочку не має жодного прямого зв’язку із шийними рівнями спинного мозку, проектуючись головним чином в моторний таламус та моторну кору.
Як і в дослідженнях Чейні, Фетца та ін., в дослідженні Таунсенда та ін. розряди одиничних нейронів не могли бути пояснені через одиничну ЕМГ активність. Тільки комбінація ЕМГ сигналів із множини м’язів змогла передбачити нейронні розряди настільки ж точно, як і передбачення на основі кінематичних даних. Характерно, що поєднання кінематичної та ЕМГ інформації збільшувало точність передбачення М1 нейронної активності, аніж окремо ЕМГ чи кінематичні дані.
Крім того, лінійно-нелінійний аналіз дозволив Таунсенду та ін. оцінити часову еволюцію налаштованості нейронів до м’язової активності. Аналіз показав, що нейрони характеризувались широкою налаштованістю до м’язової активності як функція від відставання між спайками та ЕМГ. При такій широкій кореляції між нейронами та м’язами, різні нейрони, - як одиничні, так і популяція, - мали різні значення затримки, які найкраще відповідали ЕМГ. Нейрони навіть відносно добре корелювали з м’язовою активністю при довгих позитивних і негативних затримках (від -160 до +320 мс). Хоча все ж єдина затримка (40 мс) зазвичай була достатньою для забезпечення хорошої відповідності між спайками та ЕМГ.

## Дисоціація між м'язовою та нейронною активністю
Як і з іншими моторними параметрами, існує багато властивостей М1 нейронної активності, що не достатньо корелюють з м’язовою активацією.
З усіх М1 нейронів, тільки кортикально-спінальні мають прямий синаптичний вплив на спинні мотонейрони і є найбільш безпосередньо залучені в керування м’язовою активністю. Але навіть ці кортикально-мотонейронні (КМ) клітини не мають простого і однозначного зв’язку з їх цільовими м’язами.

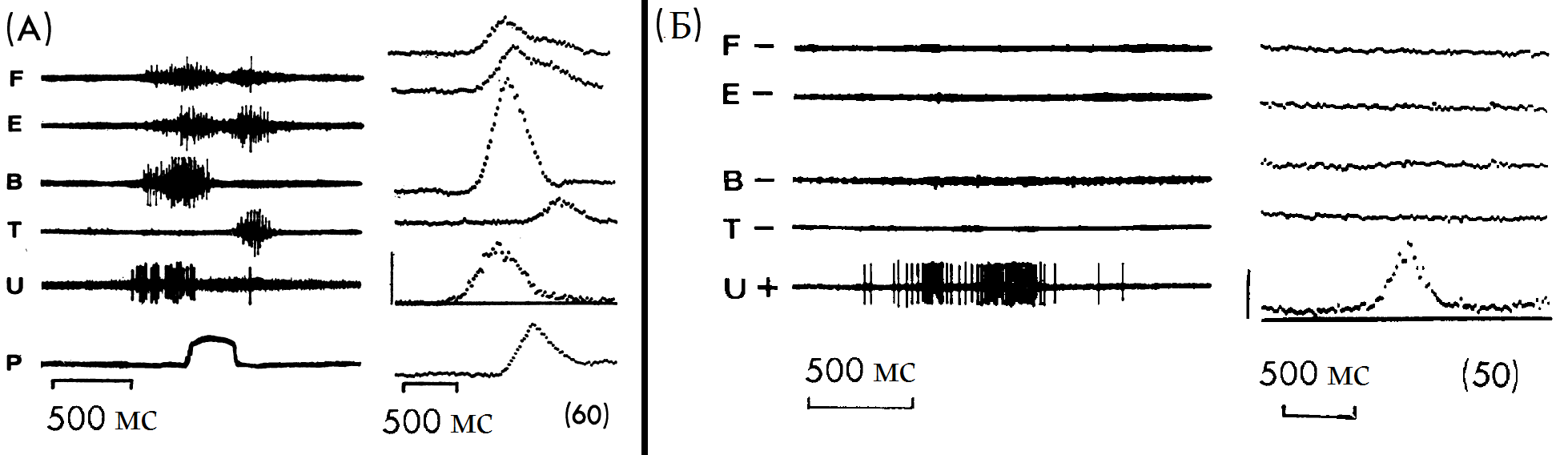
Дисоціація між м'язовою та нейронною активністю в експерименті Фетца та Фіноччіо. А) Поведінка М1 нейрону та м'язів руки протягом активного руху. Послідовні лінії з верху до низу показують активність м'язів (flexor carpi radialis (F), extensor carpi radialis (E), biceps (B), triceps (T), cortical unit (U)) та положення ліктя (P). Одиничне випробування показане ліворуч, а усереднення 60 послідовних випробувань праворуч. Нейрон розряджається до активного згинання ліктя. Б) Дисоціація кореляції між активністю нейрону та м'яза шляхом оперантного підсилення пачок нейронної активності із одночасним придушенням м'язової активності. Після ~15 хвилинного підсилення послідовно кращих апроксимацій до потрібної форми нейронної активності, мавпа навчилась генерувати повторювані пачки активності нейрону без будь-якої ЕМГ активності.

Ще в перших дослідженнях, які вивчали відношення між М1 нейронами та їх цільовими м’язами, нейрофізіологи виявили складне взаємовідношення між нейронними розрядами та активацією м'язів. На початку 1970-х, Фетц та Фіноччіо провели кілька оригінальних експериментів, в яких з допомогою оперантного навчання тренували мавпу генерувати ізометричні скорочення конкретних м'язів передньої кінцівки, в той час як рука була фіксована в гіпсі. Мавпа була навчена здійснювати скорочення в одному з м'язів руки та придушувати активність в трьох інших, з яких відбувалась одночасна ЕМГ реєстрація. Відтак, після навчання, мавпа могла генерувати відносно ізольовані скорочення в кожному з чотирьох м'язів, чия ЕМГ активність реєструвалась.  Дослідники виявили, що деякі нейрони М1, включаючи нейрони пірамідного шляху, генерували пачки імпульсів за 70 мс до початку ЕМГ активності в одному з м'язів (біцепсі), але були неактивними під час відносно ізольованих скорочень інших м'язів (тріцепс ). Потім мавпу навчили генерувати пачки імпульсів М1 нейроном, одночасно придушуючи всі м'язові скорочення, включаючи тих м'язів, з якими цей нейрон був пов'язаний. Після кількох хвилин оперантного навчання, мавпа змогла повторювано генерувати пачки розрядів М1 нейроном без будь-якої ЕМГ активності. Тим самим, дослідники показали, що корельована з нейронами м’язова активність може легко бути придушена.
Окрім того, що ці дослідження розходились із панівними в ті часи уявленнями про зв'язок активності М1 нейронів з конкретними моторними параметрами, вони вказували на необхідність пам’ятати про те, що кореляція ще не свідчить про наявність функціональних зв’язків. Тому існування послідовної кореляції між розрядами нейронів та м’язовою активацією є необхідним, але не достатнім свідченням причинного зв’язку між ними.

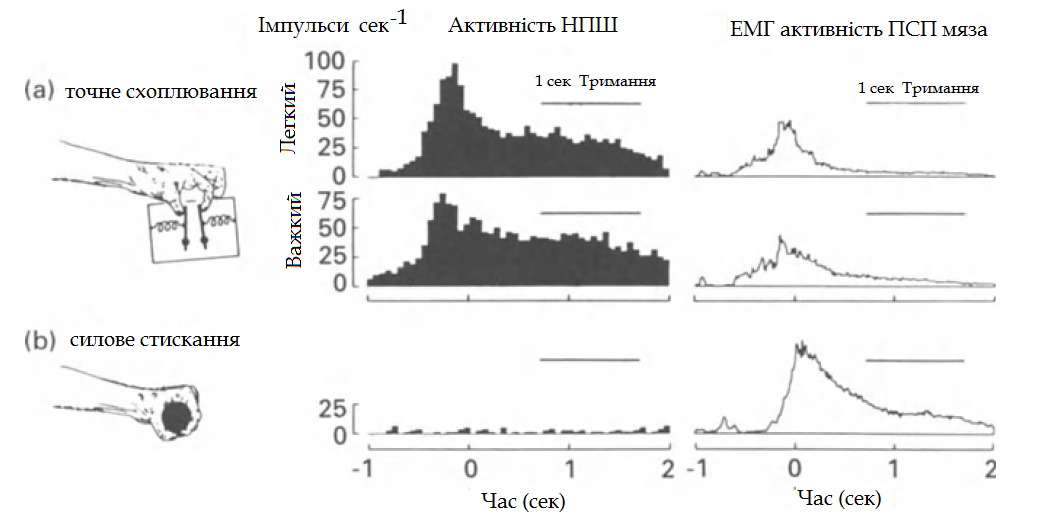
Експеримент Лемона та М'юра. Відмінність в активності КМ нейрону протягом виконання завдань точного та силового схоплювання. Усереднена поведінка нПШ та м'яза, в якому нПШ генерує постспайкове підсилення; показана активність до та протягом завдання точного схоплення. Гістограми нПШ показують розряди протягом 16 повторень завдання. Випрямлена ЕМГ праворуч отримана із 1-го Тильні міжкісткові м'язи кисті. а) Активність нПШ в завданні точного схоплення по відношенню до легкого (вгорі) чи важкого (внизу) навантаження; б) Активність нПШ протягом силового схоплення. Характерно, що хоча активність м'яза є більшою в завданні силового схоплення, нейрон КМ майже не проявляє розрядів.

Серія подальших досліджень продемонструвала інші випадки відокремлення між розрядами нейронів пірамідного шляху та м’язовою активацією. Зокрема, Евартс виявив, що під час сну, в нейронах пірамідного шляху можуть виникати пачки високочастотних розрядів без будь-якої явної м’язової активності. Фетц та Чейні показали, що багато КМ нейронів активується під час пасивного обертання суглобу чи стимуляції шкірних рецепторів, але ця нейронна активація не супроводжувалась скороченням їх цільових м'язів. В іншому дослідженні вони виявили, що незначний розряд КМ нейронів супроводжує сильна активність в їх цільових м'язах, в поєднанні зі швидкими балістичними рухами.
Найбільш показовими для демонстрації роз’єднання між розрядами КМ нейронів та їх цільових м'язів були експерименти Роджера Лемона та колег в 1980-х, в яких вони вивчали нейронну активність мавпи під час завдання переходу від точного схоплення (англ. precision grip) до силового стискання (англ. power grip). Дослідники реєстрували розряди КМ нейронів, які збуджували щонайменше один внутрішній м’яз кисті руки, відповідальний за згинання пальців. Вони виявили, що кожен з цих КМ нейронів проявляв високочастотну активність протягом завдання точного схоплення, аніж протягом завдання силового стискання, хоча цільовий м’яз нейрону найчастіше був більш активним саме протягом останнього завдання. Такі нейрони, очевидно, виконують важливу роль протягом розподілу м’язових дій, необхідних для дискретних рухів одиничних пальців. На думку дослідників, ці результати свідчили, що між рівнями активності цих КМ нейронів та їх цільових м’язів існує більш складний зв'язок, аніж просте пряме відношення, як припускає їх моносинаптична єдність.
Пізніше, в серії досліджень нейрофізіологи виявили КМ нейрони, що підсилювали чи гальмували один і той же м’яз залежно від різних умов завдання, а деякі нейрони взагалі не проявляли жодного стійкого відношення з м’язовою активністю.

## Функціональна налаштованість КМ нейронів
Хоча деякі кортикоспінальні нейрои знаходяться в прямому, лінійному зв’язку із скорочувальним рівнем їх цільових м'язів, інші нейрони, навіть кортикально-мотонейронні клітини, характеризуються більш складним відношенням з цільовими м’язами. Така гнучкість функціонального зв’язку може залежати від завдання, в яке залучені м’язи і відбуватись, як зміна в м’язовій синергії, що потрібна для різних завдань.

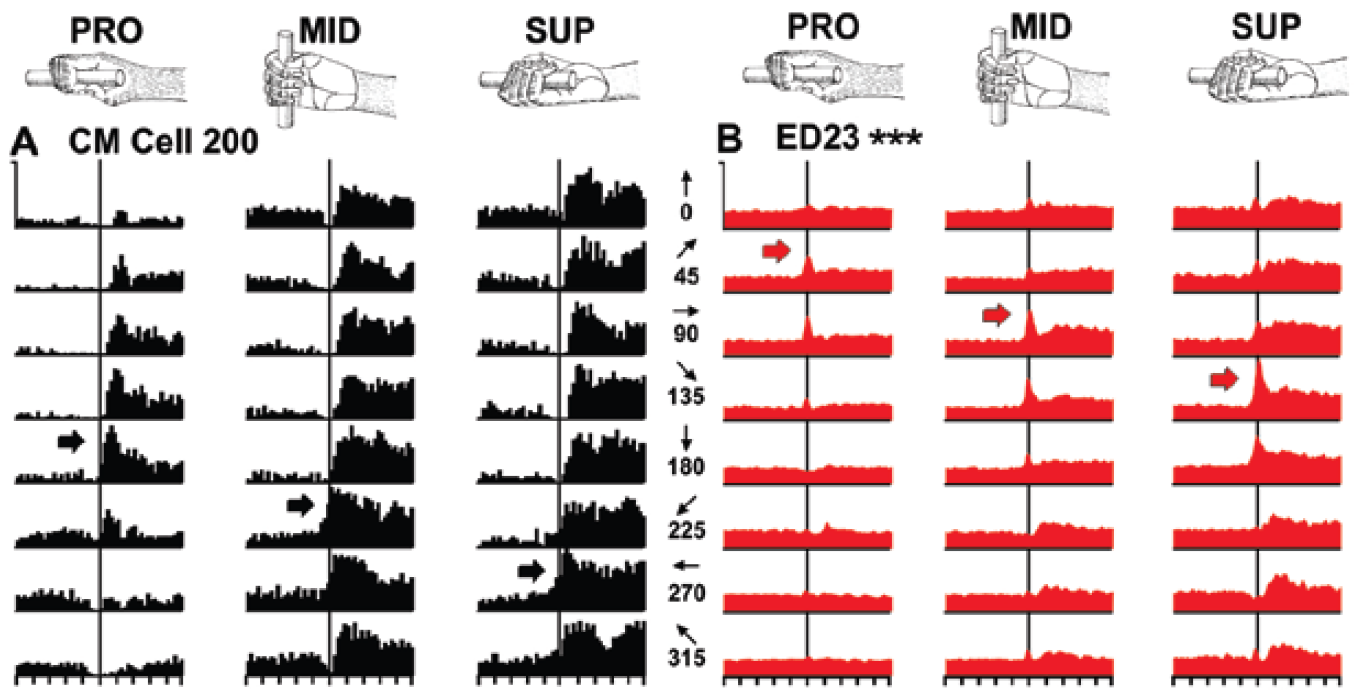
Відмінність між м'язовими та нейронними переважними налаштованостями

На користь такого висновку свідчать унікальні результати нещодавнього дослідження групи нейронауковців на чолі з Пітером Стріком, які вивчали роль КМ нейронів у генерації та керуванні різними патернами м’язової активності. Дослідники ідентифікували 41 КМ нейрон та їх цільові м’язи, використовуючи спайк-зумовлене усереднення ЕМГ активності від 12 до 13 м’язів передпліччя. Під час руху мавпою кисті у 8 різних напрямках з трьома різними поставами кінцівки, дослідники реєстрували нейронну активність та визначили направлену налаштованість КМ нейронів та їх цільових м'язів. 20 КМ нейронів (~49%) були направлено налаштовані до всіх трьох постав зап’ястя. 19 з них кодували м’язову активність, а не зовнішні кінематичні параметри.
Порівнявши переважні напрямки КМ нейронів з їх цільовими м'язами, дослідники виявили істотну відмінність між переважними напрямками більшості КМ нейронів та переважними напрямками їх цільових м’язів. Тільки 6 з 20 КМ нейронів мали схожі до цільових м’язів переважні напрямки. 6 інших КМ нейронів мали переважні напрямки протилежні чи відмінні на ≥±135° від переважних напрямків їх цільових м'язів. Переважні напрямки інших 8 нейронів були проміжними, відрізнялись в інтервалі від ±46° до ±134° від переважних напрямків їх цільових м'язів. В цілому, більшість направлено налаштованих КМ нейронів (14 з 20) мали істотно відмінні переважні напрямки від середніх переважних напрямків їх цільових м'язів. Ця відмінність між переважними напрямками нейрону та цільового м’яза зберігалась протягом зміщень в поставі кінцівки.
На думку дослідників, все це свідчило про те, що одиничні КМ нейрони є «функціонально налаштованими». Серед виявлених ними направлено налаштованих КМ нейронів, одні нейрони робили внесок до агоністичних функцій м’яза, інші -  до синергетичних, антагоністичних чи фіксаторських функцій того самого м’яза.
Зокрема, 9 м'язів були ціллю збудження для більше ніж одного із 20 направлено-налаштованих КМ нейронів. Для 8 з цих м'язів, кілька КМ нейронів, які збуджували один і той же м'яз, характеризувались різними функціональними взаємовідношеннями: один м’яз збуджувався 2 різними КМ нейронами, тоді як інший м’яз («загальний розгинач пальців», EDC) збуджувався 5 різними  КМ нейронами; 1 з цих 5 нейронів репрезентував агоністичні, синергетичні, фіксаторські та антагоністичні функції даного м’яза. Тож, ці результати підтверджували спостереження групи Лемона 1980-х рр., що різні функції цільових м'язів репрезентуються відмінними популяціями КМ нейронів. Тільки якщо у випадку Лемона КМ нейрони були пов’язані з активацією м'язів, то тут з їх функціональним використанням.
На думку дослідників, подібна унікальна функціональна налаштованість має два вірогідні пояснення: 1) можливо, подібно до того, як орієнтація та очне домінування чітко репрезентуються в первинній зоровій корі, так різні моторні функції чітко і неперервно репрезентуються в М1, зокрема в її кортикально-мотонейронній області. 2) Можливо функціональна налаштованість це результат тренувань та навчання, оскільки виконання завдань з вправними рухами потребує від мавпи генерувати нові патерни м’язової активності.

## Бімодальна репрезентація м’язів та напрямку руху в М1
Оскільки м’язова активність змінюється разом з кількома іншими змінними протягом руху, то для встановлення того, які саме змінні кодуються М1 нейронами, необхідно систематично відокремити ці змінні протягом реєстрації нейронної активності.
Найкраще таке відокремлення параметрів можна здійснити в експериментах з рухами зап’ястя, яке є системою одиничного суглобу з відносно легко керованими групами м’язів та ступенями свободи. Зап’ястя може рухатись в різних орієнтаціях передпліччя (супінація/пронація), що дозволяє дослідникам легше відокремити моторні параметри. До прикладу, просте обертання передпліччя дозволяє відокремити координати зовнішнього простору від простору суглобів.
Скориставшись надлишковістю ступенів свободи зап’ястя, група нейронауковців на чолі з Пітером Стріком здійснила кілька оригінальних експериментів, які розширили уявлення про природу нейронного кодування в первинній моторній корі. В одному з цих експериментів, Сіндзі Какеї та ін. відокремили рух і положення кисті від м’язової активності, навчивши мавп робити рухи зап’ястя до 8 просторових цілей на 2D площині, разом з тим тримаючи зап’ястя в трьох різних поставах: пронації (обертання до середини), супінації (обертання назовні) та проміжному положенні, з великим пальцем догори.  Обертання зап’ястя дозволило відокремити простір суглобів від м’язового простору, оскільки криві налаштування м’язів обертаються в меншій мірі, аніж зап’ястя.
Реєструючи під час цих рухів активність одиничних нейронів в М1, дослідники знайшли 125 нейронів в області кисті руки в М1, які характеризувались пов’язаною з рухом активністю. 88 з цих нейронів були направлено налаштовані у всіх трьох поставах зап’ястя, тому Какеї та ін. обчислили направлену налаштованість кожного з 88 нейронів для трьох різних постав, щоб визначити з якими параметрами руху вони корелювали. Вони виявили, що 28 з 88 направлено-налаштованих М1 нейронів характеризувались «м'язово-подібними» властивостями, оскільки зміщували  їх направлену налаштованість разом з м’язами на 180° під час обертання зап’ястя від пронації, через проміжну поставу до супінації. Отже, ця група нейронів кодувала рух у внутрішній системі координат.
Друга група нейронів, 44/88 не проявляла значних зміщень в направленій налаштованості, відображаючи стабільність зовнішньої системи координат. Ці нейрони кодували більш абстрактні команди для напрямку руху зап’ястя в просторі, незалежно від м’язової активності, яка генерує цей рух. Третя, найменша група нейронів (16/88) характеризувалась несистематичними зміщеннями в направленій налаштованості.
Оскільки ці дві протилежні групи нейронів, «зовнішньо-подібні» та «м'язово-подібні» реєструвались в одному й тому ж місці та на однаковій глибині в М1 і зміна в їх активності відбувалась приблизно в один і той же час по відношенню до настання руху, то Какеї та ін. зробили висновок, що в М1 існують дві відмінні групи нейронів. А відтак, як м’язи, так і рухи майже однаково сильно репрезентуються в М1.
Це відкриття дозволило по-новому підійти до пояснення ролі М1 в керуванні рухами. Якщо ранні нейрофізіологічні відкриття відводили М1 місце на фінальній стадії (кодування м’язової активації) серії сенсорно-моторних перетворень координат, а пізніші ставили її на верхівці (визначення напрямку руху), то дослідження Какеї та ін. показало, що М1 залучена на багатьох рівнях цього обчислювального процесу. Нейронними корелятами сенсорно-моторного перетворення в М1 може бути взаємодія між трьома різними групами нейронів, з відмінними системами координат та модуляцією параметрами руху. Відтак, М1 може перетворювати координати із зовнішніх в м’язо-подібні і таким чином керувати активацією м’язів, будучи одночасно налаштована на зовнішні, кінематичні параметри руху.
Пізніше, Янаї та ін. спробували з'ясувати природу сенсорно-моторного перетворення координат між бімодальною системою М1 нейронів, виявленою Какеї та ін., і спинномозковими нейронами. Для цього дослідники здійснили одночасну реєстрацію активності в М1 та спинному мозку примат, що робили 2D ізометричні крутні моменти зап’ястя до кількох візуальних цілей, тримаючи кисть руки в положенні супінації чи пронації. На відміну від експерименту Какеї та ін., тут мавпи не робили рухів зап’ястя, а крутні моменти зап’ястя були повільнішими (670 мс) ніж рухи в дослідженні Какеї та ін. (час руху <200 мс), що пояснює те, чому патерни м’язової активації в дослідах Янаї та ін. були більш простими.
Проаналізувавши дані реєстрацій М1 та спинномозкової активності під час цього завдання, Янаї та ін. не виявили бімодального розподілу серед нейронів, хоча й фіксували послідовні зміщення переважних напрямків в М1 із обертанням зап’ястя. Отримані результати, на думку Янаї та ін., свідчили що М1 слідує проміжній системі координат, між зовнішніми та м’язово-подібними просторами, тоді як спинномозкові інтернейрони слідують м’язово-подібній  системі координат.  Тому нейронна активність в М1 не є кінцевою ланкою у перетворенні сенсорно-моторних координат в м’язову активацію, але тільки через кортико-спінальну взаємодію здійснюється перетворення проміжних кортикальних команд в «зрозумілі» для м’язів сигнали.
Нещодавно лабораторія Міллера, використовуючи завдання з ізометричним зап’ястям, підтвердила отримані Янаї та ін. результати. Хоча на відміну від дослідження Какеї та ін., група Міллера не використовувала завдання на рух зап’ястя. Вони виявили, що М1 нейрони реагували на обертання зап’ястя в проміжній системі координат і не знайшли бімодального розподілу нейронів з різними властивостями. Зміна переважного напрямку нейронів протягом обертання була в тому ж напрямку, що й зміна переважних напрямків м'язів, але з дещо меншою загальною величиною. Тобто, зміни постави на нейронному рівні відображали головним чином зміни скелетно-м’язової  динаміки. Цікаво, що розподіл різниці (ΔPD) між переважними напрямками в проміжній поставі та пронації був унімодальним для всіх 4-х мавп, які виконували завдання, а для 3-х мавп із 4-х розподіл нейронних ΔPD-ів істотно не різнився від розподілу м’язових ΔPD-ів. На основі реєстрованої нейронної активності дослідники змогли передбачити ЕМГ активність як для даної постави зап’ястя, так і серед всіх інших постав, які використовувались в завданні.